# Rolex Sports Car Series 2010
Navigation
Édition précédente Édition suivante
Le Grand American Road Racing Championship 2010 (officiellement appelé le 2010 Rolex Sports Car Series) est la onzième saison du championnat américain d'endurance organisé part la Grand American Road Racing Association. L'édition 2010 s'est déroulée du 30 janvier au 11 septembre. Deux catégories de voiture ont participé à cette saison, les Daytona Prototype (en) (DP) et les Grand Tourisme (GT).

## Calendrier
| N° | Date                     | Nom de la course                        | Durée                            | Circuit                        | Lieu          | État, Pays              |
| -- | ------------------------ | --------------------------------------- | -------------------------------- | ------------------------------ | ------------- | ----------------------- |
| 1  | 30 janvier et 31 janvier | 24 Heures de Daytona                    | 24 heures                        | Daytona International Speedway | Daytona Beach | Floride, États-Unis     |
| 2  | 6 mars                   | Grand Prix of Miami                     | 2 h 45 min                       | Homestead-Miami Speedway       | Homestead     | Floride, États-Unis     |
| 3  | 10 avril                 | Porsche 250                             | 250 miles (400 km)               | Barber Motorsports Park        | Birmingham    | Alabama, États-Unis     |
| 4  | 24 avril                 | Bosch Engineering 250                   | 250 miles (400 km)               | Virginia International Raceway | Danville      | Virginie, États-Unis    |
| 5  | 31 mai                   | Memorial Day Classic                    | 2 h 45 min                       | Lime Rock Park                 | Lakeville     | Connecticut, États-Unis |
| 6  | 5 juin                   | 6 Heures de Watkins Glen                | 6 heures                         | Watkins Glen International     | Watkins Glen  | New York, États-Unis    |
| 7  | 19 juin                  | EMCO Gears Classic Presented by KeyBank | 2 h 45 min                       | Mid-Ohio Sports Car Course     | Lexington     | Ohio, États-Unis        |
| 8  | 3 juillet                | Brumos Porsche 250                      | 250 miles (400 km)               | Daytona International Speedway | Daytona Beach | Floride, États-Unis     |
| 9  | 18 juillet               | NJMP 250 presented by Crown Royal       | 2 h 45 min                       | New Jersey Motorsports Park    | Millville     | New Jersey, États-Unis  |
| 10 | 7 août                   | Crown Royal 200 at The Glen             | 200 miles (320 km)               | Watkins Glen International     | Watkins Glen  | New York, États-Unis    |
| 11 | 28 août                  | Montreal 200                            | 200 miles (320 km)               | Circuit Gilles-Villeneuve      | Montréal      | Québec, Canada          |
| 11 | 11 septembre             | Utah 250                                | 2 h 45 min ou 250 miles (400 km) | Miller Motorsports Park        | Tooele        | Utah, États-Unis        |

## Résultats

### Daytona Prototypes(en)(DP)
| Pos. | Pilote(s)         | DAY | HOM | BIR | VIR | LRP | S6H | LEX | DAY | NJ | WAT | MON | SLK | Points |
| ---- | ----------------- | --- | --- | --- | --- | --- | --- | --- | --- | -- | --- | --- | --- | ------ |
| 1    | Scott Pruett      | 2   | 1   | 1   | 1   | 13  | 1   | 1   | 1   | 2  | 1   | 1   | 1   | 372    |
| 1    | Memo Rojas        | 2   | 1   | 1   | 1   | 13  | 1   | 1   | 1   | 2  | 1   | 1   | 1   | 372    |
| 2    | Max Angelelli     | 6   | 6   | 12  | 3   | 1   | 2   | 9   | 9   | 3  | 2   | 3   | 3   | 332    |
| 2    | Ricky Taylor      | 6   | 6   | 12  | 3   | 1   | 2   | 9   | 9   | 3  | 2   | 3   | 3   | 332    |
| 3    | Jon Fogarty       | 8   | 3   | 13  | 5   | 6   | 6   | 6   | 7   | 1  | 3   | 2   | 2   | 325    |
| 4    | Alex Gurney       | 8   | 3   | 13† | 5   | 6   | 6   | 6   | 7   | 1  | 3   | 2   | 2   | 307    |
| 5    | Ryan Dalziel      | 1   | 5   | 3   | 6   | 2   | 7   | 13  | 2   | 5  | 4   | 11† | 5   | 302    |
| 6    | David Donohue     | 11  | 2   | 5   | 4   | 10  | 5   | 8   | 4   | 9  | 8   | 4   | 9   | 299    |
| 6    | Darren Law        | 11  | 2   | 5   | 4   | 10  | 5   | 8   | 4   | 9  | 8   | 4   | 9   | 299    |
| 7    | Oswaldo Negri Jr. | 5   | 8   | 2   | 13  | 7   | 8   | 2   | 3   | 8  | 7   | 8   | 11  | 298    |
| 7    | John Pew (en)     | 5   | 8   | 2   | 13  | 7   | 8   | 2   | 3   | 8  | 7   | 8   | 11  | 298    |
| 8    | Burt Frisselle    | 5   | 4   | 8   | 2   | 5   | 4   | 3   | 11  | 4  | 11  | 12† | 4   | 289    |
| 8    | Mark Wilkins (en) | 5   | 4   | 8   | 2   | 5   | 4   | 3   | 11  | 4  | 11  | 12† | 4   | 289    |
| 9    | Brian Frisselle   | 7   | 10  | 7   | 7   | 3   | 13  | 4   | 12  | 7  | 6   | 6   | 6   | 287    |
| 9    | Michael Valiante  | 7   | 10  | 7   | 7   | 3   | 13  | 4   | 12  | 7  | 6   | 6   | 6   | 287    |
| 10   | Mike Forest       | 12  | 5   | 3   | 6   | 2   | 7   | 13  | 2   | 5  | 4   | 11† | 5   | 286    |

| Couleur | Résultat                     |
| ------- | ---------------------------- |
| Or      | Vainqueur                    |
| Argent  | 2e place                     |
| Bronze  | 3e place                     |
| Vert    | Terminé, dans les points     |
| Bleu    | Terminé, pas dans les points |
| Violet  | Abandon (Ab.) ou (Ret)       |
| Violet  | Non classé (NC)              |
| Rouge   | Pas qualifié (DNQ)           |
| Noir    | Disqualifié (DSQ)            |
| Blanc   | Pas au départ (DNS)          |
| Blanc   | Forfait (WD)                 |
| Blanc   | N'a pas participé (DNP)      |
| Blanc   | Blessé (INJ)                 |
| Blanc   | Exclu (EX)                   |
| Blanc   | Course annulée (C)           |